# Christuskirche (Görlitz)
Die Christuskirche ist ein evangelischer Kirchenbau im Görlitzer Stadtteil Rauschwalde. Die Kirche wurde Ende der 1930er Jahre errichtet und befindet sich südwestlich, etwas zurückgesetzt am Diesterwegplatz.

## Geschichte
Der Ort Rauschwalde wurde 1925 nach Görlitz eingemeindet. Bis zum Bau der Kirche besaß der Ort Rauschwalde keine eigene Kirche. Rauschwalde war einst nach Jauernick gepfarrt. Mit der Fertigstellung der Erlöserkirche in Kunnerwitz wechselte Rauschwalde in das Kirchspiel Kunnerwitz.
Um die Wende vom 19. zum 20. Jahrhundert wohnten in Rauschwalde bereits etwa 800 Einwohner evangelischer Konfession. Mit der zunehmenden Industrialisierung sowie der Eröffnung des Rangierbahnhofes und Bahnbetriebswerkes Schlauroth im Norden erhöhte sich die Anzahl der evangelischen Gemeindemitglieder um weitere 1500 Mitglieder.
Bereits vor 1914 gab es erste Bestrebungen für den Bau einer eigenen Kirche. 1914 gründete sich die eigenständige evangelische Kirchengemeinde Rauschwalde. Ein Jahr zuvor wurde der Rauschwalder Friedhof am Ortsrand geweiht. Die Friedhofskapelle stand der neuen Gemeinde auch für Gottesdienste zur Verfügung. Im Jahr 1934 wurde die Friedhofskapelle erweitert und erhielt einen Glockenturm. Für die Gemeinde war die Kapelle jedoch zu klein und zu abgelegen. Auch der Charakter einer Begräbniskirche förderte weiterhin den Wunsch einer eigenen Kirche.
Die ersten Bauentwürfe entstanden zwischen 1925 und 1928, sie stammten vom Breslauer Architekten Hermann Wahlich. Im Jahr 1935 gründete sich der Kirchenbauverein. Bereits am 30. März des Vorjahres beschloss man die Gründung eines Kirchenbaufonds, der die grundlegende Finanzierung des geplanten Bauwerks schaffen sollte. Nach dem Tod Wahlichs gewann der Kirchenbauverein den Architekten Otto Bartning für die Bauausführung. Bartning realisierte einen eigenen Entwurf für das Kirchenbauwerk.
Am 3. Mai 1937 wurde der Bauantrag bei der Ortspolizeibehörde eingereicht. Einen Tag darauf trat eine neue Verordnung des Luftschutzgesetzes in Kraft. Die Verordnung sah für Neubauten zwingend einen Luftschutzraum vor. Nach Gesprächen zwischen Architekt, Kirchgemeinde und Behörden einigte man sich auf einen verkleinerten Luftschutzkeller für 100 Personen. Am 10. Juni 1937 fand schließlich die Grundsteinlegung statt. Der Bauer Gustav Richter schenkte der Kirchgemeinde das Baugelände am Diesterwegplatz bereits zwischen 1908 und 1910 mit der Auflage hier den Kirchneubau zu errichten.
Im November 1937 trat eine Stahlmengenbegrenzung in Kraft. Der projektierte Kirchenbau überschritt diese Obergrenze, jedoch war zu diesem Zeitpunkt der Stahl bereits im Kirchturmfundament verbaut. Bereits am 11. September 1937 konnte das Richtfest gefeiert werden. Am 17. Juni 1938 wurde die Kirche geweiht. Der Gemeindekirchenrat einigte sich 1935 einstimmig auf den Namen Christuskirche. Der Name ging wohl auf einen Vorschlag einer alten, armen Witwe aus Posen zurück.

## Bauwerk
Eine Besonderheit der Kirche ist, dass das basilikale Langhaus nicht in Ost-West-Richtung ausgerichtet ist, sondern in einer Nord-Süd-Achse. Der Kirchenbau fügte sich somit in die offene Landschaft ein und bot weiterhin einen ungehinderten Blick auf die Landeskrone. Auch der Diesterwegplatz wurde somit baulich in Richtung Westen abgeschlossen. Auf der Südostseite schließt sich an das Kirchenschiff der quadratische Glockenturm mit Spitzhelm an. Die rückseitige Westfassade ist fensterlos. Die Ostfassade besitzt eine offene Vorhalle zu der eine sechsstufige Treppe hinaufführt. Die Treppe wurde wegen des Luftschutzraums im Keller notwendig, den man aus Kostengründen nicht vollständig ins Erdreich legen konnte.
Die Vorhalle wird von einem Pultdach bedeckt, über dem sich ein schmales, schlichtes Fensterband in der Breite der Vorhalle entlangzieht. Die Fenster befinden sich auf Höhe der Emporen. Auch das breitere Fensterband der Obergaden sorgen für ausreichend Licht im Innenraum. Das Ziegelmauerwerk wurde nach außen auf Wunsch des Bauherren mit einem Kellenwurfputz versehen. Im Innenraum ist das Ziegelmauerwerk hingegen lediglich weiß überstrichen. Der Innenraum ist schlicht gehalten. Die dunkle Holzdecke bietet einen Kontrast zu den weißen Wänden. Die Kirche bietet 420 Gläubigen Platz.
In die Nordfassade ist mittig ein schmales, hohes Fenster eingelassen. Vor dem Fenster befindet sich der Altar etwas erhöht. Der keramische Taufstein stammt von Heinz Grunwald.
Die geplante Turmuhr mit Glockenspiel konnte aus finanziellen Gründen bis heute nicht ausgeführt werden.
Für das Seniorenheim neben der Christuskirche schuf der Künstler Ingo Kühl acht farbige Tonreliefs zum Thema Seligpreisungen der Bergpredigt (1997).